# Lipnița, Sofia
Lipnița (în bulgară Липница) este un sat în comuna Botevgrad, regiunea Sofia,  Bulgaria. 

## Demografie
Componența etnică a satului Lipnița
     Bulgari (90,78%)
     Nicio identificare (9,21%)
     Altele (0%)
La recensământul din 2011, populația satului Lipnița era de 141 locuitori. Din punct de vedere etnic, majoritatea locuitorilor (90,78%) erau bulgari. Pentru 9,21% din locuitori nu este cunoscută apartenența etnică.